# Glinna
Glinna [ˈɡlinna] (tiếng Đức: Glien) là một ngôi làng thuộc khu hành chính của Gmina Stare Czarnowo, quận Gryfiński, tỉnh Zachodniopomorskie, ở phía tây bắc Ba Lan. Nó nằm khoảng 5 kilômét (3 mi) phía tây Stare Czarnowo, 16 km (10 mi) ở phía đông Gryfino và 18 km (11 mi) về phía đông nam của thủ đô khu vực Szczecin.
Trước năm 1945, khu vực này là một phần của Đức. Đối với lịch sử của khu vực, xem Lịch sử của Pomerania.
Ngôi làng có dân số 340 người và là nơi tọa lạc của Nghĩa trang Chiến tranh Đức với khoảng 13.000 ngôi mộ 